# Iglesia de Santa Catalina (Atenas)
La Iglesia de Santa Catalina (en griego: Ναός Αγίας Αικατερίνης, romanizado: Naós Agías Aikaterínis; también Naós Agías Ekaterínis) es una iglesia ortodoxa bizantina de Atenas, Grecia.

## Ubicación
La iglesia de Santa Catalina se construyó en el sureste del barrio ateniense de Plaka durante el periodo bizantino, datado con imprecisión en la primera mitad del siglo XI. Anteriormente estaba ocupada por una basílica paleocristiana, construida en el emplazamiento de un antiguo templo dedicado a Artemisa, entre la Linterna de Lisícrates y el Arco de Adriano. En el atrio, en un nivel inferior al de la iglesia, hay restos romanos y vestigios de elementos de épocas anteriores Según el arqueólogo griego Ioánnis Travlós, una basílica paleocristiana, situada en el centro del atrio formado por la columnata de época romana, ocupó en su día el emplazamiento de la iglesia actual.
La iglesia tiene dos capillas, la de la derecha dedicada a San Antonio y la de la izquierda a Santa Sofía y sus tres hijas.
A principios de la década de 2000, el arqueólogo Geoffrey Schmalz identificó el antepatio de la iglesia como el emplazamiento del pritaneo del ágora Atenas, basado en una reconsideración de los escritos de Pausanias y en el descubrimiento de la única inscripción votiva conocida a Hestia de la Antigua Atenas.

## Historia
Como no se menciona en las fuentes escritas medievales, la historia de la iglesia es muy poco conocida. Peter Megaw, especialista británico en iglesias bizantinas, data el edificio en el segundo cuarto del siglo XI. Con menos precisión, Nikoláos Nikonános y Charalámbos Bourás) sitúan el monumento en el siglo XI, mientras que Ioánnis Travlós y Andréas Xyngópoulos sugieren los siglos XI o XII.
Originalmente, el lugar estuvo probablemente dedicado a los santos militares Teodoro de Amasea y Teodoro Stratelates, como parece atestiguar una inscripción hallada en el pilar de la Santa mesa.8Sin embargo, el historiador y poeta Dimítrios Kamboúroglou defendió una dedicación a san Teodosio.· El cambio de nombre a Catalina de Alejandría se produjo tras la transferencia de la propiedad del lugar al monasterio de Santa Catalina del Sinaí en febrero de 1767 por el metropolitano de Atenas Bartolomé y los concejales locales. Se iniciaron entonces las obras de renovación de la iglesia en ruinas.
Tras el abandono de la vecina iglesia parroquial de Panagía Kandíli en los años posteriores a la independencia griega, los fieles del barrio se vincularon a la iglesia de la Transfiguración del Salvador (Kottákis). Sin embargo, la lejanía de esta última llevó pronto a los fieles a solicitar que Santa Catalina se transformara en centro parroquial. En noviembre de 1840, el alcalde Dimítrios Kallifronás   accedió a la petición popular, a pesar de las reticencias de los responsables sinaís. También se recaudaron fondos entre los feligreses para restaurar el monumento, probablemente dañado por la Guerra de la Independencia y el terremoto de 1837. Charles Laurent, arquitecto francés de la ciudad, inspeccionó el edificio en el verano de 1840 y cifró el coste de la renovación de las fachadas y la cúpula entre 3000 y 3500 dracmas. En enero de 1841, se creó un comité de cinco miembros para supervisar las reparaciones de la iglesia. Yánnis Makriyánnis, héroe de la Guerra de la independencia y residente local, era uno de sus miembros eminentes. La renovación de la iglesia se completó antes de 1850, con la erección de un campanario en el centro de la fachada principal. Posteriormente, la iglesia se amplió considerablemente antes de 1870, como puede verse en una fotografía tomada en la época, con la adición de un vestíbulo que rodea el edificio por tres lados. El monumento también se cubrió completamente de yeso, ocultando la mampostería bizantina original. Entre 1870 y 1880, el campanario se trasladó a la esquina suroeste del peristilo y se modificó su arquitectura.
A partir de 1911, se llevaron a cabo excavaciones al sur del edificio bajo los auspicios de Anastásios Orlándos, y se trazó una plaza plantada de palmeras a raíz de las prospecciones arqueológicas.  En 1917, el hundimiento parcial de la cúpula dio lugar a proyectos de renovación que fueron muy criticados, en particular por Geórgios Sotiríou, pero que no se completaron hasta 1927. Sin embargo, la eliminación del revestimiento de yeso de la mampostería bizantina permitió volver a descubrir algunas de las características originales del edificio.
La iglesia adquirió su aspecto actual tras una campaña de renovación llevada a cabo entre 1950 y 1953. Se añadieron nuevas columnas y se rehabilitaron los vestíbulos. Más recientemente, tras el terremoto de 1999, se consolidó la cúpula y se sustituyó el tejado de tejas.

## Arquitectura
La iglesia de Santa Catalina de Atenas presenta una planta inicial bizantina con una cruz inscrita, un nártex y un santuario (o bimah).
La iglesia tiene dos capillas, la de la derecha dedicada a San Antonio y la de la izquierda a Santa Sofía y sus tres hijas.
La mampostería original, de aparejo particionado, alterna piedra porosa y ladrillo. La fachada de la bimah muestra varios símbolos pseudo-cúficos y el ábside central presenta una ventana de tres arcos. Las ventanas de las tres fachadas restantes están coronadas por una pila de cerámica llamada skyphia. Cuatro columnas sostienen una cúpula octogonal cuya arquitectura actual dista mucho del “tipo ateniense”, que caracteriza las iglesias de época mesobizantina de la capital griega. Dos capiteles paleocristianos están integrados en las columnas cercanas al bema. La arquitectura y la decoración del monumento visible hoy en día están considerablemente influidas por añadidos neoclásicos  y neobizantinos. Los frescos datan de finales del siglo XIX y son obra de Dimítrios Kafís.
Justo al lado de la iglesia, se pueden ver ruinas antiguas, incluidas dos columnas jónicas supervivientes y esculturas arquitectónicas. Las columnas formaban parte de un patio peristilar. Están hechas de mármol de las montes Himeto y Pentélico y tienen unos 4,6 m de altura. En la zona se construyeron, entre otras cosas, unas termas bajo Adriano[. Se ha sugerido que la zona que rodea la iglesia es uno de los emplazamientos del arcaico Pritaneo de la antigua Atenas.

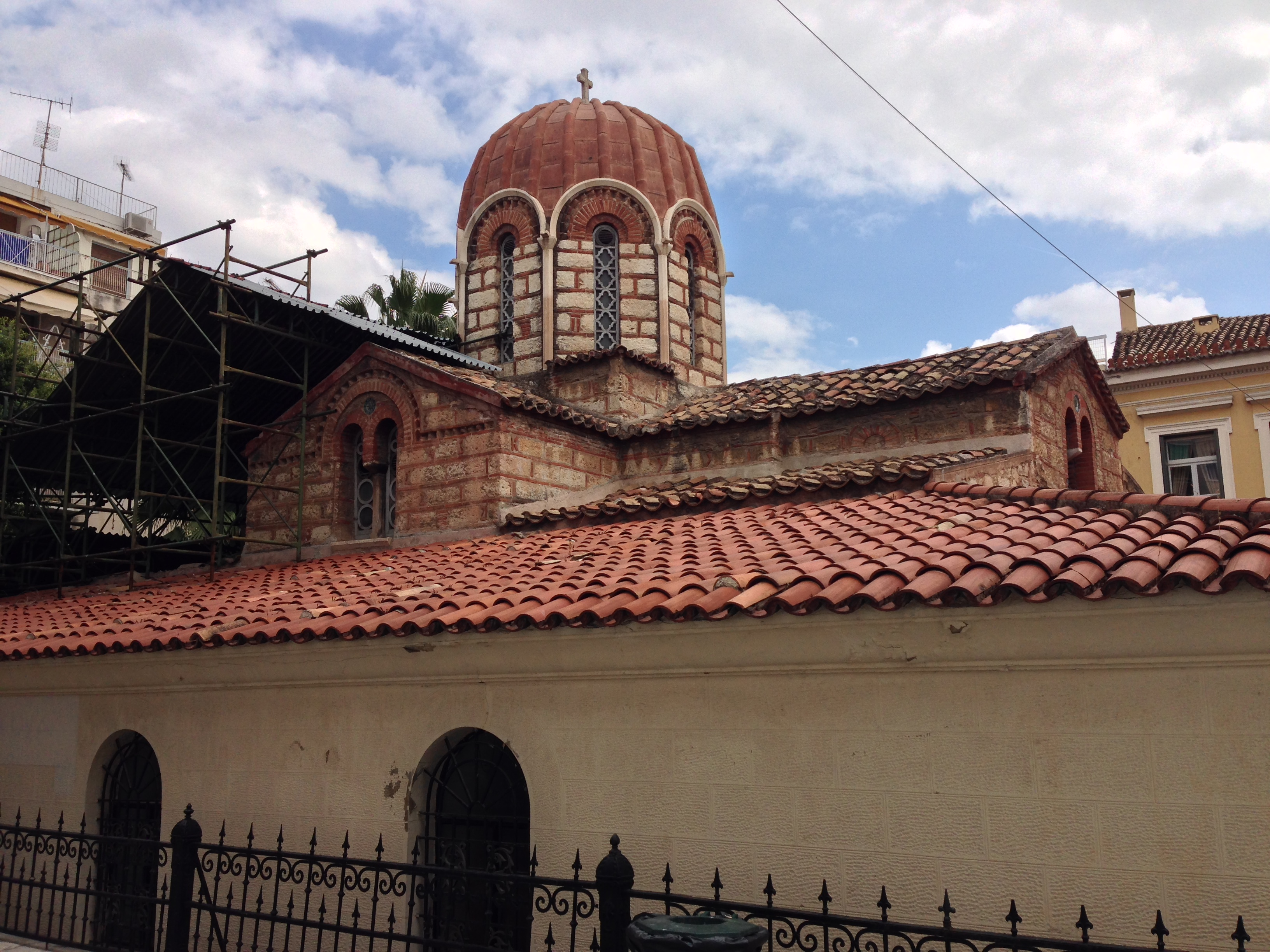
Vista de la iglesia desde el norte.
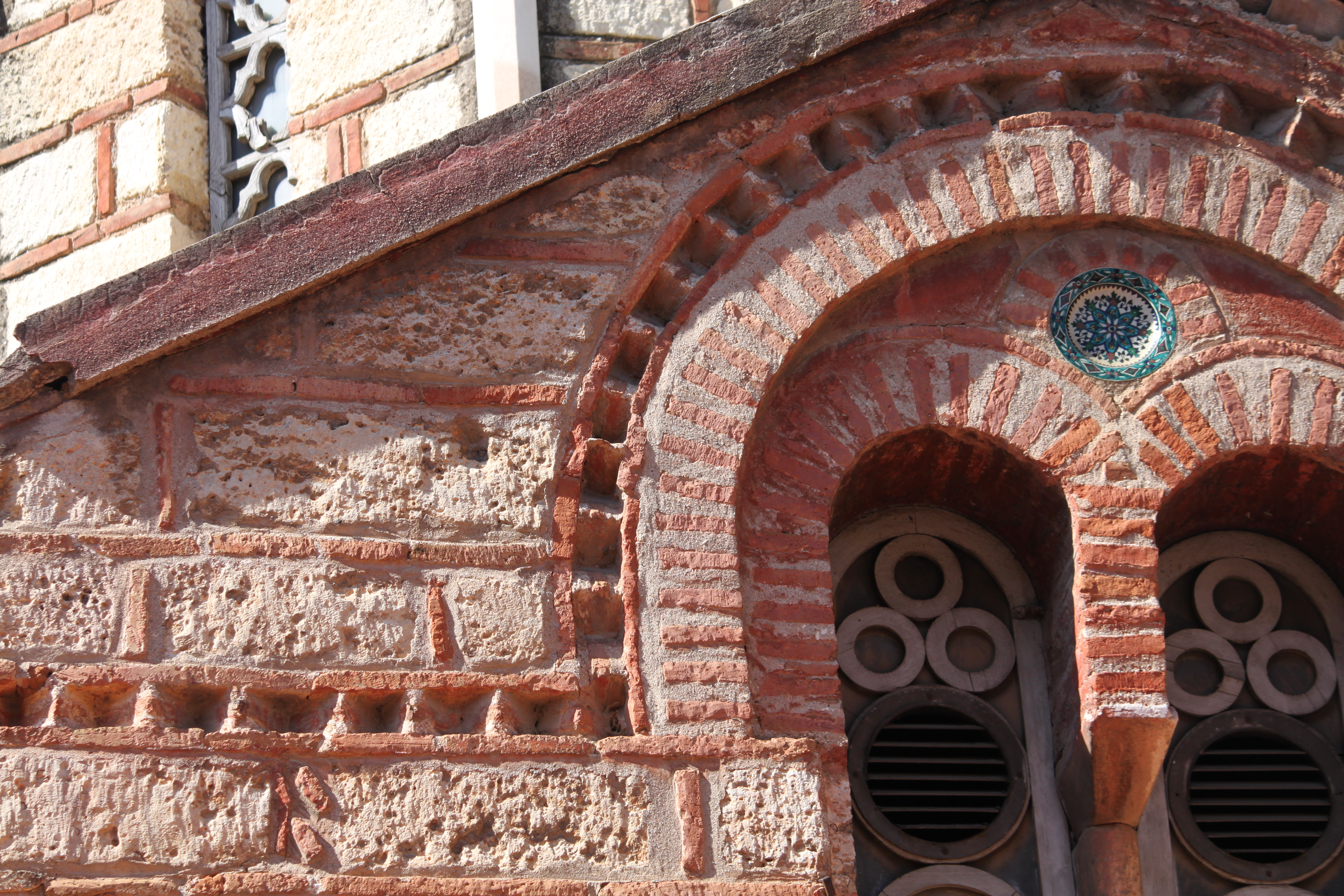
Detalles de la mampostería, con el friso y la «skyphia».
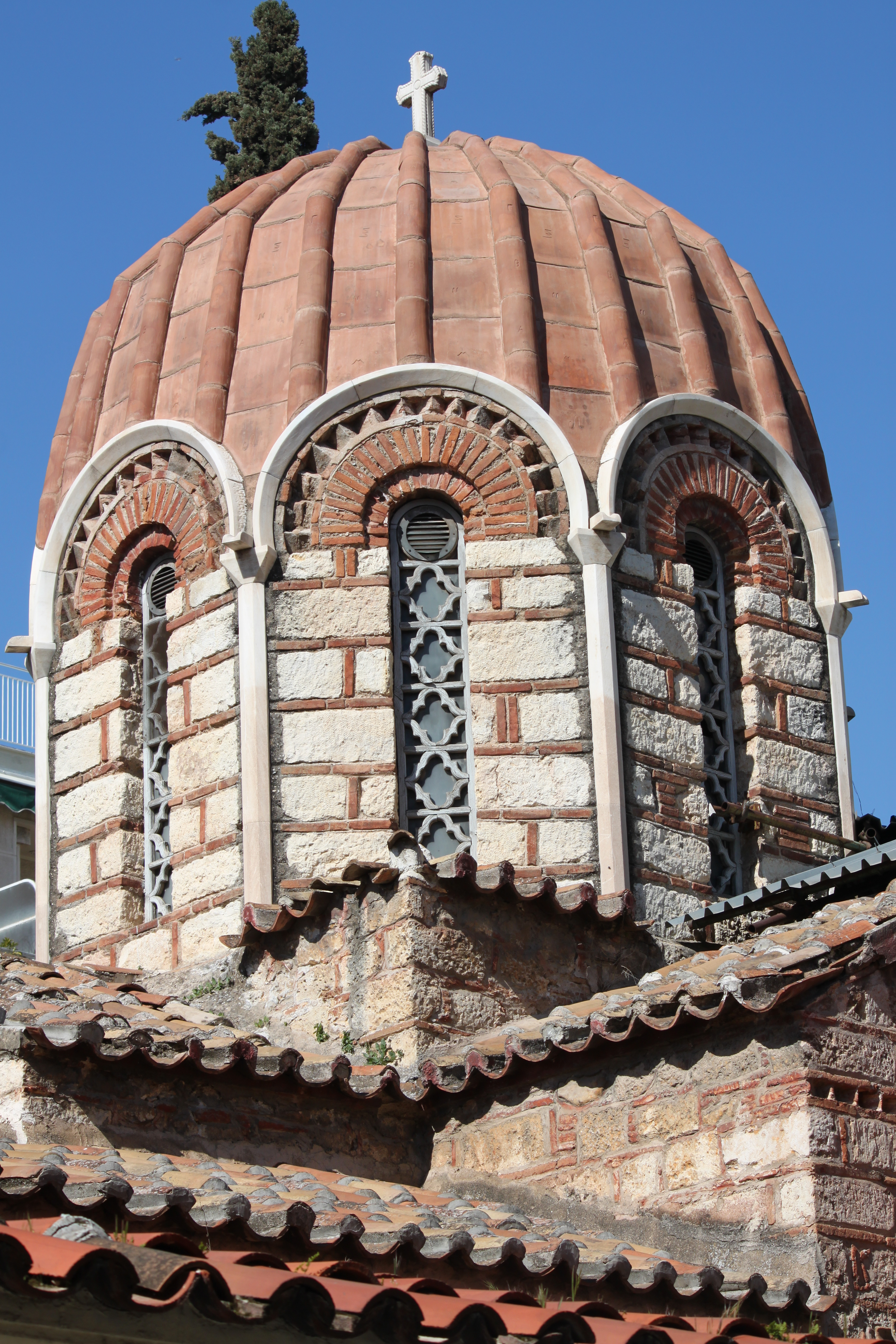
Cúpula de la iglesia desde el sur.
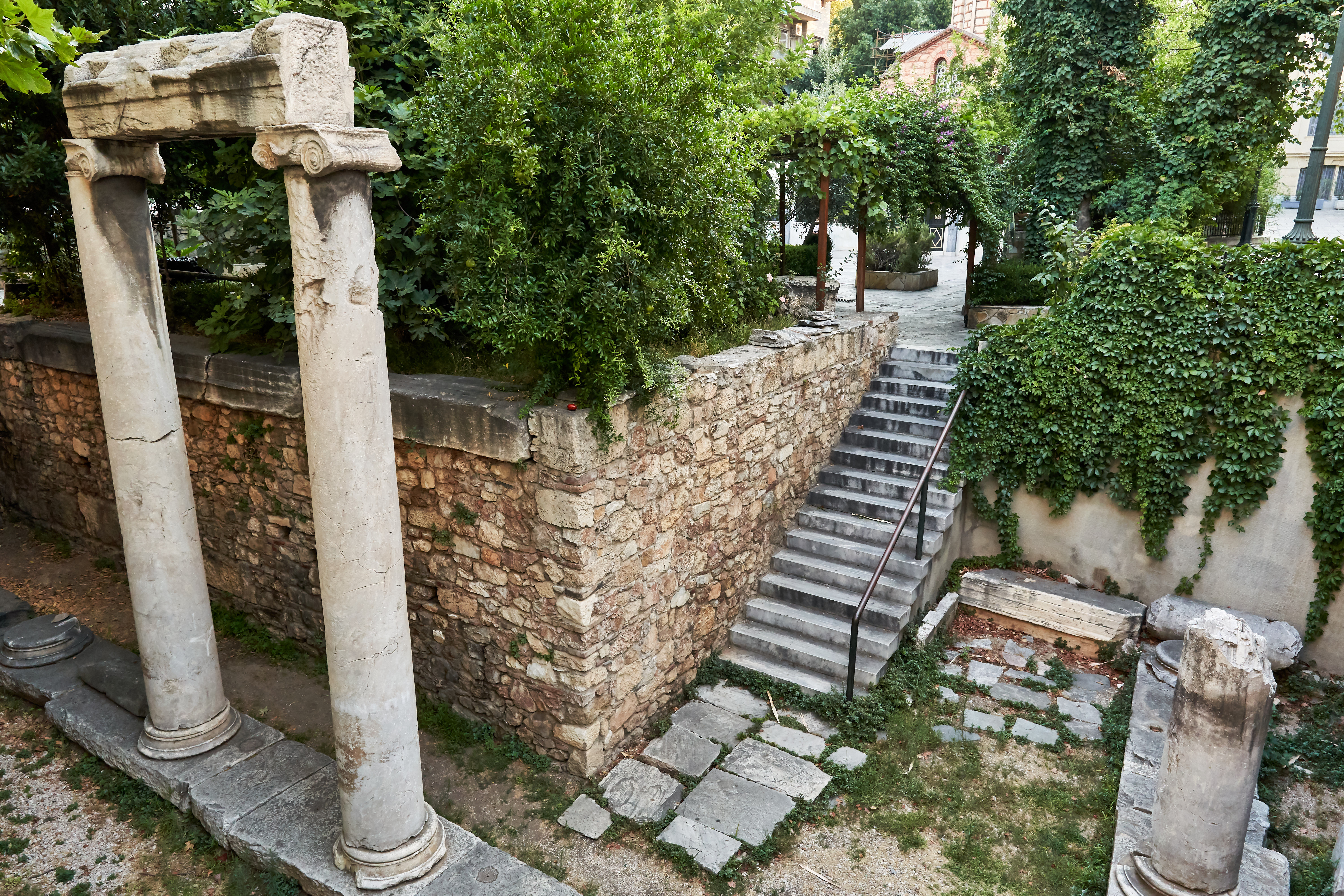
Restos romanos en el patio de la iglesia.
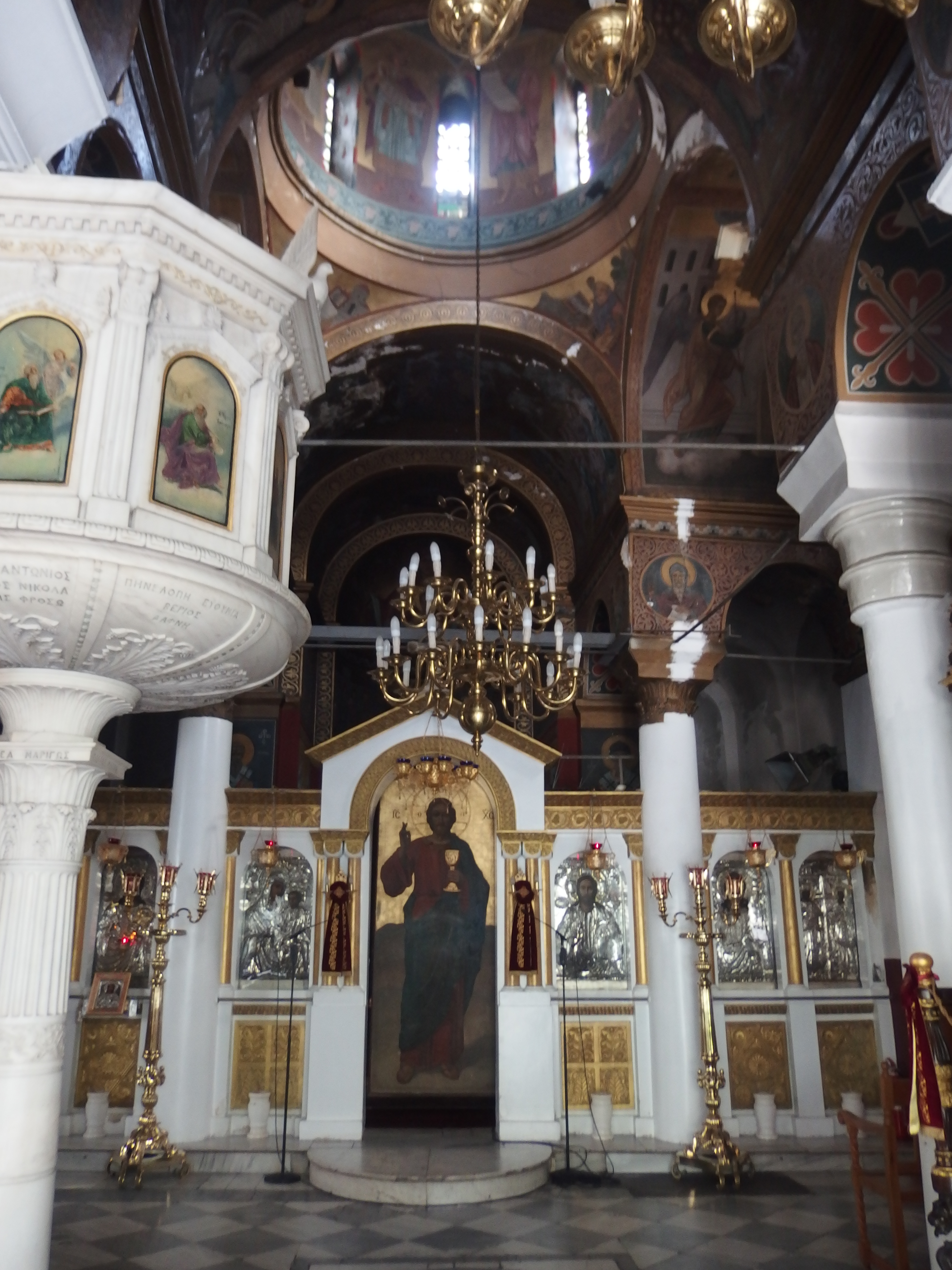
Interior del naos.